# One of Us (ABBA)
One of Us is een nummer van de Zweedse popgroep ABBA uit 1981, afkomstig van hun achtste studioalbum The Visitors.

## Geschiedenis
One of Us had eerst de werktitels Number 1 en Mio Amore. Het was een van de laatste nummers die werden opgenomen voor het album. Het nummer laat de wat donkere kant van de teksten van Björn Ulvaeus en Benny Andersson zien: de echtscheidingen van de twee mannen zijn duidelijk terug te horen in hun werk. Het nummer gaat over een vrouw die weer leven probeert te blazen in een verlopen relatie. Manager Stig Anderson vond het nummer erg depressief. Toch werd One Of Us uitgebracht als eerste single van The Visitors. Op de B-kant stond het nummer Should I Laugh or Cry, een nummer dat pas bij de heruitgave van The Visitors is toegevoegd als bonusnummer.

## Ontvangst
One of Us werd ABBA's laatste grote hit wereldwijd. In vele landen was het ook hun laatste nummer 1-hit. Ook werd het nummer in Nederland uitgeroepen tot Alarmschijf.
Voor Michael B. Treatow, geluidstechnicus van ABBA, is One of Us het favoriete nummer vanwege het gebruik van de bas in dit nummer.

## Hitnotering
| One of Us in de Nederlandse Top 40 - binnen: 12-12-1981 | One of Us in de Nederlandse Top 40 - binnen: 12-12-1981 | One of Us in de Nederlandse Top 40 - binnen: 12-12-1981 | One of Us in de Nederlandse Top 40 - binnen: 12-12-1981 | One of Us in de Nederlandse Top 40 - binnen: 12-12-1981 | One of Us in de Nederlandse Top 40 - binnen: 12-12-1981 | One of Us in de Nederlandse Top 40 - binnen: 12-12-1981 | One of Us in de Nederlandse Top 40 - binnen: 12-12-1981 | One of Us in de Nederlandse Top 40 - binnen: 12-12-1981 | One of Us in de Nederlandse Top 40 - binnen: 12-12-1981 | One of Us in de Nederlandse Top 40 - binnen: 12-12-1981 |
| Week                                                    | 1                                                       | 2                                                       | 3                                                       | 4                                                       | 5                                                       | 6                                                       | 7                                                       | 8                                                       | 9                                                       |                                                         |
| ------------------------------------------------------- | ------------------------------------------------------- | ------------------------------------------------------- | ------------------------------------------------------- | ------------------------------------------------------- | ------------------------------------------------------- | ------------------------------------------------------- | ------------------------------------------------------- | ------------------------------------------------------- | ------------------------------------------------------- | ------------------------------------------------------- |
| Nummer                                                  | 18                                                      | 5                                                       | 3                                                       | 1                                                       | 1                                                       | 4                                                       | 10                                                      | 24                                                      | 36                                                      | uit                                                     |

| One of Us in de Nederlandse Single Top 100 - binnen: 12-12-1981 | One of Us in de Nederlandse Single Top 100 - binnen: 12-12-1981 | One of Us in de Nederlandse Single Top 100 - binnen: 12-12-1981 | One of Us in de Nederlandse Single Top 100 - binnen: 12-12-1981 | One of Us in de Nederlandse Single Top 100 - binnen: 12-12-1981 | One of Us in de Nederlandse Single Top 100 - binnen: 12-12-1981 | One of Us in de Nederlandse Single Top 100 - binnen: 12-12-1981 | One of Us in de Nederlandse Single Top 100 - binnen: 12-12-1981 | One of Us in de Nederlandse Single Top 100 - binnen: 12-12-1981 | One of Us in de Nederlandse Single Top 100 - binnen: 12-12-1981 | One of Us in de Nederlandse Single Top 100 - binnen: 12-12-1981 | One of Us in de Nederlandse Single Top 100 - binnen: 12-12-1981 | One of Us in de Nederlandse Single Top 100 - binnen: 12-12-1981 |
| Week                                                            | 1                                                               | 2                                                               | 3                                                               | 4                                                               | 5                                                               | 6                                                               | 7                                                               | 8                                                               | 9                                                               | 10                                                              | 11                                                              |                                                                 |
| --------------------------------------------------------------- | --------------------------------------------------------------- | --------------------------------------------------------------- | --------------------------------------------------------------- | --------------------------------------------------------------- | --------------------------------------------------------------- | --------------------------------------------------------------- | --------------------------------------------------------------- | --------------------------------------------------------------- | --------------------------------------------------------------- | --------------------------------------------------------------- | --------------------------------------------------------------- | --------------------------------------------------------------- |
| Nummer                                                          | 7                                                               | 2                                                               | 1                                                               | 2                                                               | 2                                                               | 3                                                               | 6                                                               | 10                                                              | 18                                                              | 35                                                              | 49                                                              | uit                                                             |

### Evergreen Top 1000
| Evergreen Top 1000 – One Of Us | Evergreen Top 1000 – One Of Us | Evergreen Top 1000 – One Of Us | Evergreen Top 1000 – One Of Us | Evergreen Top 1000 – One Of Us | Evergreen Top 1000 – One Of Us | Evergreen Top 1000 – One Of Us | Evergreen Top 1000 – One Of Us | Evergreen Top 1000 – One Of Us | Evergreen Top 1000 – One Of Us | Evergreen Top 1000 – One Of Us | Evergreen Top 1000 – One Of Us |
| Jaar                           | 2008                           | 2009                           | 2010                           | 2011                           | 2012                           | 2013                           | 2014                           | 2015                           | 2016                           | 2017                           | 2018                           |
| ------------------------------ | ------------------------------ | ------------------------------ | ------------------------------ | ------------------------------ | ------------------------------ | ------------------------------ | ------------------------------ | ------------------------------ | ------------------------------ | ------------------------------ | ------------------------------ |
| Positie                        | -                              | -                              | -                              | -                              | -                              | -                              | -                              | 489                            | 9                              | -                              | 457                            |

### NPO Radio 2 Top 2000
| Nummer met noteringen in de NPO Radio 2 Top 2000 | '00 | '01 | '02 | '03 | '04 | '05 | '06 | '07 | '08 | '09  | '10  | '11  | '12  | '13  | '14  | '15  | '16  | '17  | '18 | '19 | '20 | '21 | '22 | '23 | '24 |
| ------------------------------------------------ | --- | --- | --- | --- | --- | --- | --- | --- | --- | ---- | ---- | ---- | ---- | ---- | ---- | ---- | ---- | ---- | --- | --- | --- | --- | --- | --- | --- |
| One of Us                                        | 851 | 570 | 657 | 536 | 704 | 671 | 777 | 538 | 628 | 1060 | 1099 | 1068 | 1026 | 1284 | 1286 | 1487 | 1472 | 1466 | 897 | 888 | 963 | 817 | 816 | 798 | 701 |

1. ↑  Een vetgedrukt getal geeft de hoogste notering aan.
2. ↑  2000 was het eerste jaar met een notering voor dit nummer.

## Trivia
- In het Verenigd Koninkrijk werd een parodie op het nummer gemaakt. Lyngstad, Andersson, Ulvaeus en Fältskog werden gespeeld door respectievelijk Griff Rhys Jones, Mel Smith, Rowan Atkinson en Pamela Stephenson.
- In de musical Mamma Mia! wordt het nummer gezongen door Donna. In de context van de musical zingt zij het om haar eenzaamheid uit te drukken toen Sam het eiland twintig jaar eerder verliet. Het nummer komt niet voor in de eerste verfilming van de musical, maar wel in de opvolger Mamma Mia! Here We Go Again. Hierin wordt het gezongen door Sophie en Sky.